# 中谷栄太
中谷 栄太（なかたに えいた）は、日本のライトノベル作家である。

## 概要
新潟県出身。2011年の第3回GA文庫大賞では作品「トランスポーターA+」で奨励賞を受賞し、後に同作は『おとーさんといっしょ! 少女とメガネとハイペリオン』と改題されて刊行された。影響を受けた漫画家として弐瓶勉と柴田亜美を挙げている。また、小説ではレイモンド・チャンドラー、ロバート・ゴダード、ポール・オースターなどの作家を好きな作家として挙げている。ライトノベルでは坂入慎一の『Fエフ』、石川博品の『耳刈ネルリ』シリーズ、明月千里の『月見月理解の探偵殺人』シリーズ、逢空万太の『這いよれ! ニャル子さん』などを好きな作品として挙げている。

## 作品一覧
- 『おとーさんといっしょ!』（イラスト: シコルスキー、GA文庫〈SBクリエイティブ〉）[5]
- 『召喚学園の魔術史学』（イラスト: さんた茉莉、GA文庫〈SBクリエイティブ〉）[6]
- 『東京ストレイ・ウィザーズ』（イラスト: Riv、GA文庫〈SBクリエイティブ〉）[7]
- 『瀬川くんはゲームだけしていたい。』（イラスト: ちり、GA文庫〈SBクリエイティブ〉）[8]